# 10.8決戦
10.8決戦（じってんはちけっせん）は、1994年（平成6年）10月8日に日本の愛知県名古屋市中川区のナゴヤ球場で行われた、日本野球機構セントラル・リーグ（以下「セ・リーグ」と表記）の中日ドラゴンズ（以下「中日」と表記）対読売ジャイアンツ（以下「巨人」と表記）第26回戦を指す通称である。
日本プロ野球史上初めて「リーグ戦（公式戦・レギュラーシーズン）最終戦時の勝率が同率首位で並んだチーム同士の直接対決」という優勝決定戦であり、巨人が勝利しリーグ優勝を果たした。後述するように、日本社会の広い範囲から注目された事象である。

## 「決戦」に至る経緯

### 最終戦の日程決定
1994年当時、セ・リーグ公式戦は各チーム26回戦総当りの130試合制で行われていた。
同年の巨人は序盤から首位を快走していたが、8月25日から9月3日にかけて8連敗を喫するなどして勢いを落とす。対照的に中日は、優勝経験のある星野仙一を翌季から監督へ復帰させるプランが球団内部で台頭していたことから、前年2位で迎えた同年もAクラス（リーグ6球団中、上位3位以内）を維持していたシーズン中にもかかわらず、当時の監督である高木守道に「来季の契約をしない」旨を内示していた。この件が却って監督・選手ともに「最後の花道を優勝で飾ろう」と一丸となって巻き返しに出た。ただし、当初巨人を猛追していたのは広島であった。9月20日の時点で首位巨人を1.5ゲーム差で2位広島が追いかけ、4ゲーム差で3位中日という構図であったが、9月23日からの3連戦で広島に全勝した中日が、この間に連敗した巨人を捉え、1ゲーム差で2位につけてしまった。中日は9月18日から10月2日にかけては9連勝を記録し、試合終了時間の関係で「単独首位」の形となったこともあるなど、巨人を猛然と追い上げた。なお、同監督の去就については#高木監督留任決定を参照。
巨人と中日は9月27日と28日にナゴヤ球場でこのシーズン最後の対戦が組まれていたが、27日の試合は日本列島に接近していた台風の影響による悪天候で中止となり、予備日となっていた29日に順延となったが、その29日も今度は台風本体が東海地方に接近してまたも中止となり、結局同リーグは翌30日に29日に中止された両チームの第26回戦を10月8日（土曜日）に組み込むことを含めた「追加日程」を発表し、ここに「10.8」の試合が日程上登場したことから、この事象が始まった。なお、この時点で巨人と中日は66勝59敗（残り5試合）で並んでいた。
なお中日は、当初シーズン最終戦を、同年限りでの引退が決まっていた小松辰雄の引退試合とする予定だったが、優勝争いに直接影響する状況となり「それどころではない」として取りやめている（結局、小松の引退試合は翌年のオープン戦に持ち越された）。

### 10月6日の試合
上記の追加日程発表後、巨人は3勝（全てヤクルト戦）、中日は2勝1敗で10月6日を迎えた。巨人が明治神宮野球場でヤクルトスワローズ（以下「ヤクルト」）と、中日がナゴヤ球場で阪神タイガースとそれぞれシーズン129試合目を戦ったが、試合前時点では巨人が1ゲーム差の首位で、巨人の勝利・中日の敗北で巨人の優勝決定となる状況にあった。
中日（対阪神）
先発投手・山本昌の19勝目となる完投勝利で10-2と快勝。中日の大量リードのまま終盤にさしかかった際、下記のヤクルト対巨人の試合経過について、球場内に報じられる前にラジオ等で状況を把握した観客を中心におおいに沸き上がったという。
巨人（対ヤクルト）
「先発三本柱」のうち斎藤雅樹を先発、槙原寛己をリリーフに起用したが、1-0でリードの7回に槙原が秦真司に3点本塁打を浴びるなどヤクルトに4得点を許し、6-2と逆転負け。エース・岡林洋一を先発に立てたヤクルト側には「痛くもない腹を探られたくない」という事情もあった。同チーム選手会長であった秦は「（4日は）中日に勝ったのに、巨人に4連敗では野球ファンに申し訳ない。（中略）あとは8日に両チームに頑張ってもらうだけです」とコメントを残している。

#### 試合終了時点での状況
6日の試合が終了した時点で巨人・中日の両チームはともに129試合を消化し、勝敗数が69勝60敗で並んだ。両チームともに残り試合は10月8日の直接対決のみとなり、この試合に勝利したチームがセ・リーグ優勝を決定することになった。同率で並んだ2チームがレギュラーシーズン最終戦で直接対戦してリーグ優勝・日本シリーズ出場権を決めるケースはプロ野球史上初の出来事であり、現在もレギュラーシーズン公式戦（クライマックスシリーズなどのプレーオフは除く）でこのような状況は発生していない。当時の規則では引き分け再試合制を採用していたため、この試合が引き分けに終わった場合は再度の直接対決によってリーグ優勝を決定することになっていた。
10月6日の試合が終了した時点でのセ・リーグの順位は以下の通り。首位から最下位までが8.5ゲーム差に収まっている（前後の年との比較）。
| 順位 | 球団名             | 勝利数 | 敗戦数 | 引分数 | 1位との ゲーム差 | 残り試合数 |
| ---- | ------------------ | ------ | ------ | ------ | ---------------- | ---------- |
| 1位  | 中日ドラゴンズ     | 69     | 60     | 0      | -                | 1          |
| 1位  | 読売ジャイアンツ   | 69     | 60     | 0      | -                | 1          |
| 3位  | 広島東洋カープ     | 66     | 63     | 0      | 3.0              | 1          |
| 4位  | 阪神タイガース     | 62     | 68     | 0      | 7.5              | 全日程終了 |
| 5位  | 横浜ベイスターズ   | 61     | 68     | 0      | 8.0              | 1          |
| 6位  | ヤクルトスワローズ | 60     | 68     | 0      | 8.5              | 2          |

## 10.8

### 試合直前
ホームチームで「追いついた」側の中日は監督の高木以下、当日も変わらず「ここまできたら勝つ」というように、普段通りの姿勢で臨むことを決めていた。
ビジターチームで「追いつかれた」側の巨人は、球場入りを控えた当日昼に宿舎にて行ったミーティングが、監督（当時）の長嶋茂雄が選手に対して「俺たちは勝つ」を連呼するという異例のものであった。さらに、中日の先発が予想された今中慎二を同シーズン唯一攻略した試合のビデオを前日に名古屋入りしてから繰り返し見せ、選手たちにイメージを植え付けた（今中は、同季ここまでの対巨人戦が5勝2敗1セーブポイント・防御率2.45、地元の対巨人戦では11連勝中であり「巨人キラー」と呼ばれた）。実はこの時点で巨人のスコアラー陣は今中の投球時の癖を見破っており、スコアラーの一人だった三井康浩は長嶋から「三井、なんとかして今中を打つ方法はないか？」と聞かれ、その癖を前日ミーティングで公開した。
チーム内の雰囲気について松井秀喜は後年「覚えているのは僕から見て、落合さんや原さんの方が、もの凄く張り詰めた空気を持っていたことですね。（中略）（ミーティング後）みんな、凄く高揚してバスに乗り込んだんです」と述べている。なお、松井が述べた球場に行くバスに乗り込む際は、報道陣やファンが多く集まり、「（人並みを）かきわけるようにして」という状態であった。
長嶋が「国民的行事」と呼んだ試合の盛り上がりは、取材に訪れた報道陣の多さや警備の厳重さにも表れた。報道陣について今中は後年、見覚えのない顔が多く、報道陣そのものの多さに驚いたこと、さらにその接し方も取材という感じではなく、「『頑張ってね、応援してるから』まるで一人のファンのように、話しかけられる」と述べている。球審を務めた小林毅二も、後年に報道陣の多さについて述べている。警備体制は過去の事例 を踏まえ、巨人が試合に勝った場合等の中日ファンの乱入に備えた厳重なものであった。
両チームが試合前練習を終えたグラウンドでは、試合開始までの間に9月の月間MVPに選出された大豊泰昭、山本昌の表彰が行われ、18:00の試合開始となった。

#### 当時の報道
ここでは、主に中日・巨人・試合放送したテレビ局と系列が異なる機関による当時の報道から、当時の社会的注目を中心に掲載（以下同名の段落について同じ）。次のものからも、試合そのものはもとより球場内外の整理・警戒（警備、市中関係の状況を参照）、選手たち等への注目が報じられている。なお、広島県で1994年アジア競技大会が開催中でのことであった。
日本経済新聞
1994年10月7日付の紙面によると「6日のヤクルト戦直後、長嶋監督は『130試合で決着だ。こんな試合ができる選手は幸せですよ』とコメントした」とあるが、この記事をまとめた記者は「監督ほどの英雄ぞろいでない選手たちは『幸せ』な気持ちで決戦に臨めるだろうか」と述べた。
翌日付の紙面では、1面コラム「春秋」で「巨人と中日。（中略）（大リーグがストライキ中である）熱心な米国の野球ファンもうならせる堂々たる試合を見せてほしい」と述べ、日本のプロ野球にとどまらない社会的注目の対象であるようなことを述べた。同日付の日経スポーツ面は「栄光かゼロかきょう大一番」という見出しで「客観的に見れば中日が有利と言えそうだ」とした。なお、この記事は「槙原を先発で起用し、勝負どころで桑田を救援で使った方が得策といえよう」とも述べている。
同日付の日経（夕刊）では「DG決戦 待ち切れない ナゴヤ球場異例の11時開門」と球場周辺に人が密集して危険な状況にあったため繰上げて開門したという社会事象、場内整理の大変さとして報じた。
毎日新聞
10月8日付の夕刊は「DG決戦ナゴヤ燃ゆ」との見出しで、「入場券を手に入れられなかったファンは、道路に立つダフ屋に、必死に声を掛けていた」「署員百十人が夜通しで（繁華街等の）警戒にあたる」など、やはり社会事象、警備等の問題として報じた。
朝日新聞
10月8日付の同紙は、総合面で「まなざし熱い舞台裏」と、監督・球場・テレビ局・関連セールの状況を報じた。試合を放送するフジテレビジョンの関係者が過去のプロ野球での最高視聴率を「一気に更新したい」と意気込んでいる旨の内容もある。
地方紙
例えば山形新聞においては、10月8日付の1面コラム「談話室」が「特別なファンでなくとも注目せざるを得ない」と述べて、1973年の巨人と阪神の優勝争いと関連づけた話を記載し、同日付夕刊が1面コラム「口笛」で「（前略）徹夜いとわぬ長蛇のファン。見ごたえある試合をどうぞ」と述べるなど関心の高さが見られた。
スポーツ紙
日刊スポーツ（ニッカン）、スポーツニッポン（スポニチ）ともに、10月8日付のトップは数面にわたってこの試合についての記事で占められていた。1973年阪神対巨人の最終決戦に関連づけて、同年当時の関係者として、ニッカンは1面で川上哲治（1973年当時 巨人監督）の、スポニチは2面で森祇晶（同 巨人選手、1994年当時の西武監督）、田淵幸一（1973年当時 阪神選手）のコメントを掲載した。

### 試合経過

#### 序盤
中日の先発投手は、上記の巨人側、さらに上記引用10月8日付日経などの新聞の多くが「今中先発」を前提に分析・予想していたが、それが的中する形となった。巨人は槙原が先発した。
1回裏に中日は先頭打者の清水雅治が右中間に二塁打を放つが、続く小森哲也が送りバントを試みるも空振りし、その際に二塁走者の清水が飛び出して巨人の捕手・村田真一の送球でタッチアウト（記録は盗塁死）。その後小森が右前安打、3番の立浪和義が死球で一死一・二塁とチャンスを作るが、4番の大豊が二塁ゴロ併殺で無得点となった。大豊の打球はマウンドの槙原の横を速い球足で抜けるいわゆる「ピッチャー返し」の打球だったが、二塁ベース寄りに守っていた巨人の二塁手・元木大介がこれを正面で捕球し併殺とした。左打ちプルヒッターである大豊の打席時に一・二塁間を詰めて守るチームが多い中で敢えて二塁ベース寄りの位置で守った元木を当日のテレビ中継の解説をしていた達川光男と鈴木孝政は激賞した。この日実況を担当した吉村功（東海テレビアナウンサー）は後に著書の中で「中日の1回裏の攻撃がすべてのような気がする」と語っている（元木は自著で、緊張のあまり一・二塁間を詰めることを失念していた旨を書いている）。
2回表に巨人が落合博満のソロ本塁打と槙原の内野ゴロの間の三塁走者生還で2点を先制したが、その裏に中日は槙原に対して、4連続安打と外野手ダン･グラッデンの失策により同点に追いついた。巨人は、これを受けて投手を斎藤に交代。この時、地元・中日ファンの多いスタンドは総立ちとなった。斎藤はさらに続く無死走者一、二塁というピンチを今中のバント失敗（三塁封殺、記録は投手ゴロ）、二塁走者中村武志の走塁死（アウトカウントを間違えたという）等で切り抜け、その後も変化球を低めに集めて打たせてとる投球で5回を1失点に抑えた。なお、ここで中村を刺す牽制球を投じた捕手の村田は前記のとおり1回裏も小森のバントの動きで飛び出してしまった二塁走者清水を送球でアウトとし、ピンチ脱出に貢献している。
3回表、巨人は松井のバントで二塁に送った走者を落合の適時打で還して1点を勝ち越した。今中は、味方が同点に追いついた直後に落合にこの適時打を打たれたショックが点差、イニングにかかわらず大きかった旨を述べている。なお、落合は3回裏に立浪のゴロを捕球の際に足を滑らせ、この回終了後負傷退場している。落合が退場した為、空いた一塁には三塁手の原が入り、空いた三塁には新たに岡崎郁が入った。さらに巨人は、4回表に村田、ヘンリー・コトーの本塁打で2点を追加し、3点の点差をつけた。今中は4回裏の打順で代打を送られ降板した。
中日の試合ぶりについて、原辰徳は「（試合が始まり）『これはいつものドラゴンズじゃないな』とすぐにわかった。彼らもプレッシャーを感じていたんですね」と、川相昌弘も「試合前、笑顔も見られた中日ナインでしたが、いざ試合が始まってみると緊張に縛られていたのはドラゴンズのほうでした」と振り返っている。10月12日付東京新聞（中日系列）19面12版のコラム「デスク発」は「ミスがあれだけ出れば大試合には勝てない」と評した。

#### 中盤・終盤
5回表に巨人は松井の本塁打で1点を追加。これに対し中日は6回裏に彦野利勝の適時打で1点を返し、3点差のまま試合は終盤に入った。
巨人は7回裏から桑田真澄を投入した。8回裏、中日は先頭打者の立浪が一塁にヘッドスライディングして出塁（内野安打）したものの、左肩を脱臼して負傷退場した（球団史上の位置づけ等)。立浪が退場した為、立浪の代走として鳥越裕介が出場した。その後、走者を2人塁上に置いて「本塁打が出れば同点」という場面を作ったが無得点に終わった。9回表、巨人は先頭打者川相のバックスクリーン前への打球が本塁打と認められず、三塁打となり長嶋監督が抗議する場面があったが、すぐに切り上げ、結局追加点はなかった。

#### 優勝決定
9回裏二死後、小森が空振り三振に倒れて中日最後の打者となって、6 - 3で試合終了。巨人のリーグ優勝が決定した。ニッカンによると、時刻は21時22分35秒であった（中断があったため、試合時間は3時間14分）。巨人側は、プロ野球の優勝決定に際してよく見られるように、マウンド付近で監督の長嶋を胴上げした後、グラウンドをまわった。
中日側は、2006年刊行の『中日ドラゴンズ70年史』で、「この史上初の歴史的ゲームに参加する喜びに選手たちは燃え、全国のファンは堪能した」と位置づけている。なお、同書p.128「巨人戦名勝負編」にはこの試合については掲載されていない。

#### 両チームの投手起用について
当時巨人の「先発三本柱」と称された3人は、前述10月6日の試合で斎藤が先発で6イニング、槙原が0イニングを投げ、残る桑田は5日の試合に先発登板して8イニングを投げていた。このうち斎藤、桑田については後述のように8日の時点で疲労が残っており、巨人の投手起用に注目が集まったが、巨人は「先発三本柱」を槙原 - 斎藤 - 桑田の順で継投させる総力戦で臨んだ。これに対し中日は今中降板後、山本昌や郭源治ら投手陣の「切り札」を温存する起用法をとった。落合は著書『プロフェッショナル』の中でこれを「意気込みの違い」と評しているが、山本昌は「（控え投手には）源治さんも佐藤もいる（注:佐藤は登板した）」「僕も（ブルペンで投球練習もしたし）投げたくなかったわけじゃありません」と述べている。なお、郭については、最優秀防御率のタイトルがかかっており、高木は後にこれを頭にいれていたことを明かしている
なお、中日側から見た巨人の投手起用について、シーズンオフに中日の選手たちの話を聞いた山際淳司は「ドラゴンズ側にとっての問題は、どこで桑田が登板するか、ということだった。ドラゴンズの選手たちにいわせると、抑えの切り札として、桑田が最後にマウンドに上がってくるのがいやだった、という。（中略）点差はともあれ、ゲーム終盤の、集中力を要求される場面で桑田が本来の力を発揮したとき、攻めづらくなる……。」というエピソードを記している。
前述のように斎藤は中1日、桑田は中2日での登板となった。登板を告げられた時の心境について斎藤は「中1日だったし、出番はないと思っていたけど、ブルペンで（中略）コーチが『おい、斎藤』と。思わず聞こえないフリをした」と述べている。しかし斎藤は10月6日の試合で右足内転筋を痛めていたことから、投手コーチだった堀内恒夫は本音では斎藤を登板させたくなかったと後年振り返っている。桑田は試合前夜、長嶋監督から呼び出され、「しびれるところで、いくぞ」といわれていたという。5日の前回登板時（先発）は、チームの指示で8日に備えるため、完封のかかった9回を回避、降板していた。ただ、桑田は、後日、「（登板の準備は十分であったが、狭いナゴヤ球場等の条件下で）正直にいうと、怖かった。（中略）体は、疲れでバリバリ」と述べている。

#### スコア
s:10.8決戦のとおり、両チームとも、シーズン終了時のチーム打率、チーム防御率は同程度であり、双方のチーム力の近接が見られる。
|      | 1 | 2 | 3 | 4 | 5 | 6 | 7 | 8 | 9 | R | H  | E |
| ---- | - | - | - | - | - | - | - | - | - | - | -- | - |
| 巨人 | 0 | 2 | 1 | 2 | 1 | 0 | 0 | 0 | 0 | 6 | 12 | 3 |
| 中日 | 0 | 2 | 0 | 0 | 0 | 1 | 0 | 0 | 0 | 3 | 11 | 0 |

1. 巨：槙原（1回0/3）、斎藤（5回）、桑田（3回）
2. 中：今中（4回）、山田（0回0/3）、佐藤（3回）、野中（2回）
3. 勝利：斎藤（14勝8敗）
4. セーブ：桑田（14勝11敗1S）
5. 敗戦：今中（13勝9敗3S）
6. 本塁打
巨：落合15号ソロ（今中）、村田真10号ソロ（今中）、コトー18号ソロ（今中）、松井20号ソロ（山田）
7. 審判
［球審］小林毅
［塁審］井上・福井・山本
8. 試合時間：3時間14分（中断：8分）

#### 出場選手
| 巨人 | 巨人   | 巨人         |
| 打順 | 守備   | 選手         |
| ---- | ------ | ------------ |
| 1    | [中]   | H.コトー     |
|      | 中     | 屋鋪要       |
| 2    | [遊]   | 川相昌弘     |
| 3    | [右]   | 松井秀喜     |
| 4    | [一]   | 落合博満     |
|      | 三     | 岡崎郁       |
| 5    | [三]一 | 原辰徳       |
| 6    | [左]   | D.グラッデン |
|      | 左     | 緒方耕一     |
| 7    | [二]   | 元木大介     |
| 8    | [捕]   | 村田真一     |
| 9    | [投]   | 槙原寛己     |
|      | 投     | 斎藤雅樹     |
|      | 投     | 桑田真澄     |

| 中日 | 中日 | 中日         |
| 打順 | 守備 | 選手         |
| ---- | ---- | ------------ |
| 1    | [左] | 清水雅治     |
| 2    | [二] | 小森哲也     |
| 3    | [遊] | 立浪和義     |
|      | 走遊 | 鳥越裕介     |
| 4    | [一] | 大豊泰昭     |
| 5    | [中] | A.パウエル   |
| 6    | [三] | 仁村徹       |
| 7    | [右] | 彦野利勝     |
| 8    | [捕] | 中村武志     |
| 9    | [投] | 今中慎二     |
|      | 打   | D.ジェームズ |
|      | 投   | 山田喜久夫   |
|      | 投   | 佐藤秀樹     |
|      | 打   | 川又米利     |
|      | 投   | 野中徹博     |
|      | 打   | 前原博之     |

### 球場内の雰囲気
この試合での、両チームベンチ内の雰囲気について、両チームの先発投手であった今中と槙原は以下のように述べている。
- （今中）あの試合は、かえってグラウンドに立っていない選手の方が元気がよかった気がします[11]。
- （槙原）自分自身はふがいない投球だったのに泣けたってのが不思議ですね。（中略）一緒にやっているチームメイトに感動しました[45]。

球場全体の雰囲気について糸井重里は、後日、松井との対談で次「お客さんが緊張してたもんね。（中略）ワーワー騒いでいるんだけど、時々ピタッと止まる（笑）」と述べている。球場で観戦していた当時オリックス・ブルーウェーブのイチローは、「こんなすごい雰囲気で試合できるなんて、うらやましい。一野球ファンとして、のめり込んで見ました」と述べた。なおイチローは、地元・愛知県の球団である中日の応援のために巨人側とされる三塁側で観戦したが、その存在に気付いた中日ファンから代打出場を迫られ、記者席に「退避」した。関係者の著書では、「異様」という言葉が、今中『悔いはあります。』、桑田『桑田真澄という生き方』、川相『明日への送りバント』に用いられている。
先にパシフィック・リーグ優勝と1994年の日本シリーズ出場を決定させ、この試合の勝者と日本一を争うこととなっていた西武ライオンズからは、当時のヘッドコーチであった森繁和をはじめ、チーム関係者も大挙して視察に訪れていた。この試合で中日が勝った場合、ともに岐阜県岐阜市出身の中日・高木と西武・森祇晶の両監督による日本シリーズになっていたことから、地元・岐阜では期待が高まっており、中日の敗北で実現しなかったことを残念がる声もあった。

### 関係者等のコメント
- 落合については、同年に中日から巨人に移籍したもので、毎日新聞が再三にわたり「真価が問われる」と述べていたことにもあらわれるような状況にあったため、「泣くまいと思っていたが、（自然に涙が出てしまった）」というコメントを出した[51]。なお、東京新聞（10月12日付東京新聞19面12版）は、「あの史上初の最終決戦。彼の真骨頂を見た」と評した。落合は、後年、自著『プロフェッショナル』 (p.268) で、自分の信念として、次のとおり述べている。
ペナントレースにしろタイトル争いにしろ、僅かでも数字が高い者を勝者とする場合は、リードしている方が絶対に有利である。（中略）精神的な重圧は、明らかに追う者の方がきついと言える。ならば、リードしている者は精神的に余裕を持って戦える（中略）はずだ。
- 原は、2007年刊行の『巨人軍5000勝の記憶』で、この時点の巨人監督としてのメッセージの中で、この試合について「正直、あの心境は二度と味わいたくないですね。（中略）巨人軍5000勝という枠を超えた、最も印象に残る、しかし二度と経験したくはない1勝でした」と述べている (p.6 - ) 。
- 大豊は中日の四番打者として、「（巨人の四番打者であった）落合さんはホームランとタイムリーという試合の流れを決める働きをした。自分は1回の併殺打で全てが終わり1本のヒットも打つことが出来なかった。（中略）4番の差で負けた。それだけではないと思いますが、4番打者の差が一つの大きな敗因だった」と振り返っている[52]
- 中日で8回から2イニングを投げた野中徹博は、この登板を、プロ野球生活一番の思い出、と述べている[53]。
- 球審を務めた小林は、のちに「球審は当時の審判部役員の推薦により決まり、すごくうれしかった。あの日は球場入りすると異様な雰囲気。マスコミも日本各地から集まった感じ。しかし、試合が始まると思ったほど緊張しなかったし、試合終了後、川島廣守セ・リーグ会長（当時）が審判員や記録員を食事に連れて行ってくれた」「大事な試合を無事にこなせたという充実感でいっぱいでした」と述べている。一方で、「特別なゲームだからと言って、何かしないといけないというわけではない」「両チーム、ファンと同じ温度でいては、冷静な判定は決してできませんから」と、審判のあり方についても述べている[16]。
- 西武ライオンズ監督（当時）の森祇晶は、「並大抵の相手じゃない」等の内容のコメントをし、それにかかる報道の中には、「（長嶋監督）その人を意識してもらした言葉のように感じられる」としたものもあった[54]。

#### 両チームの監督
対戦両チームの監督だった2人は、後年、次のとおり述べている。
- （高木）屈辱の一戦だった。ああいう試合は特別。今まで通りやればいいと思ってしまった。経験が足りなかった。巨人は主力投手をすべて使った。私は（山田、野中を使い）山本昌、郭も使い切れなかった。悔いが残ります[55]。
- （長嶋）監督として一番印象に残る試合と言われれば、この10.8以外にない。1ゲームを勝った負けたで1年の優劣が決まる。これほど過酷な試合はない。敗者になれば地獄へ落とされる怖さがあった[56]。

### 警備、市中関係の状況
前述のように球場内の警戒態勢は厳重で、試合終了直後は、外野フェンスに向けて平行して警備員が並ぶ光景が放映されたような状態で、当時の新聞記事の中には、試合終了後グラウンドになだれ込むファンがいなかったことを特筆しているものも複数ある。球場側の警備担当者は、「無事終わってホッとしています。試合前は胃がチクチクしていたんですよ。（ファンの乱闘などの）トラブルもなくて良かったです」と述べた。巨人側は、上記胴上げ等の後も無事に、宿舎に用意された祝勝会場に向かった。
前述のように球場周辺の繁華街では、愛知県警の警官110人が夜通しで警戒にあたったが、特段の騒動は起こらなかった。野球中継用のテレビ5台が設置された松坂屋本店には試合終了時約2000人のファンが集まっており、同店は、用意した約2500本の缶ビールと樽酒を"涙酒"としてファンにふるまった。
なお、JR東海・東海道線尾頭橋駅の翌年3月16日開業により、廃止が決まっていた臨時駅・ナゴヤ球場正門前駅は、この試合日が最終営業日であった。仮に中日が勝利してセ・リーグ優勝を決めていた場合は日本シリーズ期間中まで駅の営業を継続する予定だったが、中日が敗れたため当初の予定通りこの試合日をもって営業を終了し、廃駅となった。

### 試合中継
試合は東海テレビ（フジテレビ系列の中日主管試合の担当局）とフジテレビの共同制作で日本全国のフジテレビ系列各局（一部地域を除く）において18時30分（ただ、実際には18時からのニュース番組『FNNスーパータイム』でも中継していた）よりテレビで生中継され、土曜日のナイターということもあり、関東地区での視聴率（ビデオリサーチ調べ）はプロ野球中継史上最高（1994年のフジテレビ全番組の最高視聴率でもある）の48.8%を記録。瞬間最高視聴率も67%を記録した。前記の通り解説は達川光男と鈴木孝政。実況は東海テレビアナウンサーの吉村功が務めた。レポーターは一塁側が宗宮修一(東海テレビアナウンサー)、三塁側が田中亮介(フジテレビアナウンサー)。吉村は中止となった9月27日と29日の実況も担当する予定であったといい、結果的にはスライドで担当することとなった。

当初、東海テレビは録画中継で対応する予定であったが、10月6日の夕方に急遽生中継が決定。吉村は、ゴルフ・東海クラシックで同月8日と9日の実況を担当する予定であったが、8日の担当を植木圭一と交代して本試合の実況に臨むこととなり、野球とゴルフの両方の実況準備のため、生中継が決まった日から2日間ほとんど睡眠がとれず、また8日当日も東海クラシックの会場である三好カントリー倶楽部での取材後14時過ぎにナゴヤ球場に入ったという。さらに、吉村は球場での実況を終えた後も名古屋市内のホテルで、翌9日はそのまま担当する東海クラシックの準備をしていたが、そのホテルが巨人の名古屋遠征時の定宿のホテルであったため、祝勝会の様子を見に降りていくとそこで落合と遭遇。吉村の部屋の番号を聞いた落合は祝勝会終了後に吉村の部屋を訪れて30分ほど2人で飲んだといい、その去り際に「勝ってよかった。もし、負けていたら俺は巨人を辞めるつもりだった。勝って本当に良かった。明日頑張って。」と言い残したという。
この中継に対応するため、フジテレビでは、当初この時間に放送する予定だった『幽☆遊☆白書』#101を10月15日、『平成教育委員会・北野先生も知らぬ（秘）奥の手下克上スペシャル!!』を10月29日の放送とした。
中部テレコミュニケーションは、東海ラジオ放送による当時の実況（アナウンサー:犬飼俊久）をインターネットで配信している。
この試合を振り返る番組としては、「古田敦也のプロ野球ベストゲーム」「レジェンドの目撃者」（NHK-BS1）、「The GAME 震えた日」（BSフジ）でも取り上げられた。

## 試合直後
中日側は、「ほとんどの選手が、試合の直後は一種の空白感に襲われ、3日くらいしてから、痛烈に悔しさがこみあげてきたという」ほどであった。

### 当時の報道
下記の記事はすべて翌日、10月9日付の記事
日本経済新聞
社会面で「球場警備に総勢千人を繰り出す厳戒体制のなか（中略）最後の打者となった小森内野手が三振に倒れると、ナゴヤ球場は異様なムードに包まれた」「試合中は、三塁側にも中日ファンが詰め掛け（以下略）」と当日の警備体制、社会的な雰囲気を報じた。
毎日新聞
社会面で「興奮頂点『ナゴヤ』が揺れた」との見出しで、著名人（薬師寺保栄他）、一般のファンの声を幾つも紹介した。また、「『常勝・巨人軍』がよみがえったのではないことを多くの人は知っている」と述べている。
朝日新聞
社会面で、他の一般紙に比べて小さい扱いながら「130試合目、敵地で歓喜」などと報じた。また、スポーツ面では、イチローの観戦も報じたほかに（イチローの所属チーム（オリックス・ブルーウェーブ）の10月9日の試合予定もある）、「レベルの低さが熱セ招く」「中日が逆転優勝すると思ったんだけどな」などと論じた。
地方紙
地方紙でも、山形新聞は社会面で、「苦しみぬいた末の優勝に涙の巨人ファン」等、巨人ファンの喜ぶ様子を中心に、松坂屋本店で用意されたくす玉も割られることなく、祝勝用の樽酒の一部を涙酒として振る舞われた様子も報じた。
スポーツ紙
スポーツ紙は、ニッカン、スポニチなど、試合経過・結果を詳細に報じたことはもとより、球場やそのまわりの状況についても報じた。ニッカンは「厳戒ナゴヤにトラブルなし」という小見出しで無事に試合が終わったことを特筆した。

### 同率最終戦での最下位決定戦
10月6日の試合の通り、10月4日の中日戦、6日の巨人戦に勝ったヤクルトは8日の広島東洋カープ戦にも勝利し、横浜ベイスターズと同率5位（同率最下位）となった。これによりヤクルトと横浜が最下位を確定する最終直接対戦に臨んだ。この試合は10.8決戦と同様に、9月30日にセ・リーグから発表された「追加日程」に含まれていたもので、同年のリーグ公式戦最終試合でもあった。
10月9日に神宮球場で行われたヤクルト対横浜戦はヤクルトが2-1でサヨナラ勝ち。これによりヤクルトは阪神と並んで同率4位となり、横浜の最下位が確定した。なお、優勝した巨人と最下位横浜のゲーム差は9.0であった。

### 高木監督留任決定
監督の去就について、中日は最終戦の日程決定のとおりの事情があったが、中日スポーツの1面に高木監督の続投決定が掲載され、この試合終了までの時点までには、球団側は高木の慰留に努める旨表明していた。ただ、一度は球団側が解任を通告した経緯もあり、辞意が固い旨報じられていた。なお、巨人についても、試合結果を報じる10月9日付ニッカンが長嶋の留任が確定的となった旨を書くなど、試合直前の時点では流動的な要素があった。
高木は、上記ニッカン等でも報じられた予定のとおりに10月11日に球団側にシーズンの報告を行った際にオーナー（当時）の加藤巳一郎らからあらためて慰留を受け、13日に同オーナーとあらためて面会して留任が決まった。高木は、その間に選手会長（当時）の川又米利に電話する等して選手側の気持ちも確認したという。

## その後
ここでは、その後にあった、この試合に関連する事項について記す。

### 「10.8決戦」という言葉
「10.8決戦」という言葉は、本項目で引用している10月8日 - 9日付の新聞にはほとんど見られない。試合後しばらくして刊行された週刊ベースボール1994年11月14日号（小森哲也を顕著な形で取り上げた記事）に使用例が見られるが、定着したと言える状態になった時期は必ずしも明確ではない。2004年に発行された『プロ野球70年史』「歴史編」p.620以下でも「10.8決戦」という言葉が複数回用いられている。
『中日ドラゴンズ70年史』では、「『10.8』決戦」と表記され、ベースボールマガジン2009年3月号では「10.8」とされている。また『ありがとうナゴヤ球場』（中日新聞社、1996年）には「10.8大決戦」と記している。関係者の著書を見ると、「10.8決戦」という言葉が、桑田『桑田真澄という生き方』（1995年）、落合『プロフェッショナル』（1999年）で使用されている。一方、今中『悔いはあります。』（2002年）は「"10.8"」と表記している。
一方で、『巨人軍5000勝の記憶』、川相『明日への送りバント』では、特に名称をつけていない。

### 「10.8決戦」と結びつけて報じられた試合

#### 2008年の「10.8」
2008年（平成20年）10月8日に東京ドームで行われた巨人対阪神第24回戦は、両チームとも81勝56敗3分（残り3試合）で同率首位の状態での最終戦であり、勝った方にマジックナンバーが点灯することになっていたことから、14年前の一戦にちなんで「10.8決戦」と取り上げる報道が複数見られた。1994年当時の関係者等の中で、この時点で巨人の打撃コーチであった村田真一は、「幸せなことだよ。また、こうした優勝争いを体験できるっていうのは」と述べた。この試合では、巨人が3 - 1で勝利し、マジック「2」が点灯。10月10日に巨人がヤクルトに勝利、阪神が横浜に敗れたため巨人の優勝が決定した。
2008年10月9日付河北新報は、上記2008年の試合について、「巨人にとって10月8日は（中略）記念日だ。『10.8』を選手として戦った原監督は、その日にマジックナンバー『2』を点灯させた」と報じた。さらに、その記事を東北楽天ゴールデンイーグルスに関するコラムと隣り合わせにし、そこでは、「"前身"の近鉄の最終戦の話をしたい。（中略）1988年の『10.19の悲劇』」とし、10.19と並ぶ記事配列とした。

#### 2012年のクライマックスシリーズ
2012年（平成24年）10月22日に行われた、クライマックスシリーズ・セ ファイナルステージ第6戦（東京ドーム）は、巨人と中日が最終戦で日本シリーズ出場を賭けて対戦したこと、10.8決戦に選手として出場した原が監督を務める巨人と、10.8決戦当時の監督で、2012年シーズンから再び指揮を執る高木が監督を務める中日の対決であったことなどの状況から、試合前・試合後のスポーツ紙や翌日の一般紙などで10.8決戦を絡めた報道が複数見られた。
試合は、2回裏に3点先制した巨人が、5回無失点で抑えた先発投手D.J.ホールトンからの中継ぎに、第4戦での先発以来中1日での登板となった澤村拓一を投入するという10.8決戦での斎藤と共通点のある継投策を見せ、4対2で巨人が勝利。巨人が日本シリーズ進出を決め、高木はまたも決戦で「敗軍の将」となった。

### 「最高の試合」第1位
2010年（平成22年）8月9日、日本野球機構が12球団の選手・監督・コーチら計858人からプロ野球の歴史を彩った「最高の試合」と「名勝負・名場面」についてアンケートを募集したところ「最高の試合」部門で第1位に選ばれた。

### 関連経緯
1994年10月の、主に試合に関する事項を掲載する。
- 1日（土）、2日（日）
  - 巨人、中日とも連勝し、同率首位のまま。1日は、巨人は槙原12勝目、中日は山本昌18勝目。2日は、中日は9連勝、今中13勝目。
（2日に、パ・リーグで西武が優勝、日本シリーズ出場決定（1994年の野球））
- 4日（火）
  - 中日、ヤクルトに1 - 4で敗れ、試合のなかった巨人に0.5ゲーム差の2位。
- 5日（水）
  - 巨人はヤクルトに6 - 0で勝利し、桑田14勝目。試合のなかった中日とのゲーム差は1に。6日に巨人が勝ち、中日が敗れれば巨人の優勝が決定。
- 6日（木）
  - 中日は阪神に10 - 2で勝利し、山本昌19勝目。巨人はヤクルトに2 - 6で敗れ、巨人と中日は再び同率首位に（斎藤、槙原登板 #10月6日の試合）。「プレーオフ」の可能性も消滅。
- 8日（土）
  - 巨人が中日に6 - 3で勝利し、リーグ優勝決定。この日、両チームと広島が公式戦全日程終了（阪神は先に公式戦全日程終了）。
（ヤクルトと横浜は同率5位(同率最下位)で並び、9日予定の両球団の最終戦が最下位決定戦となることが確定した）
- 9日（日）
  - ヤクルトが横浜に2 - 1でサヨナラ勝利し、ヤクルトの同率4位、横浜の最下位が決定し、リーグ公式戦全日程終了（#同率最終戦での最下位決定戦）。
- 13日
  - 中日、高木監督の留任を発表（#高木監督留任決定）。
- 22日 - 29日
  - 日本シリーズ（詳細については1994年の日本シリーズを参照）